# 後掠翼

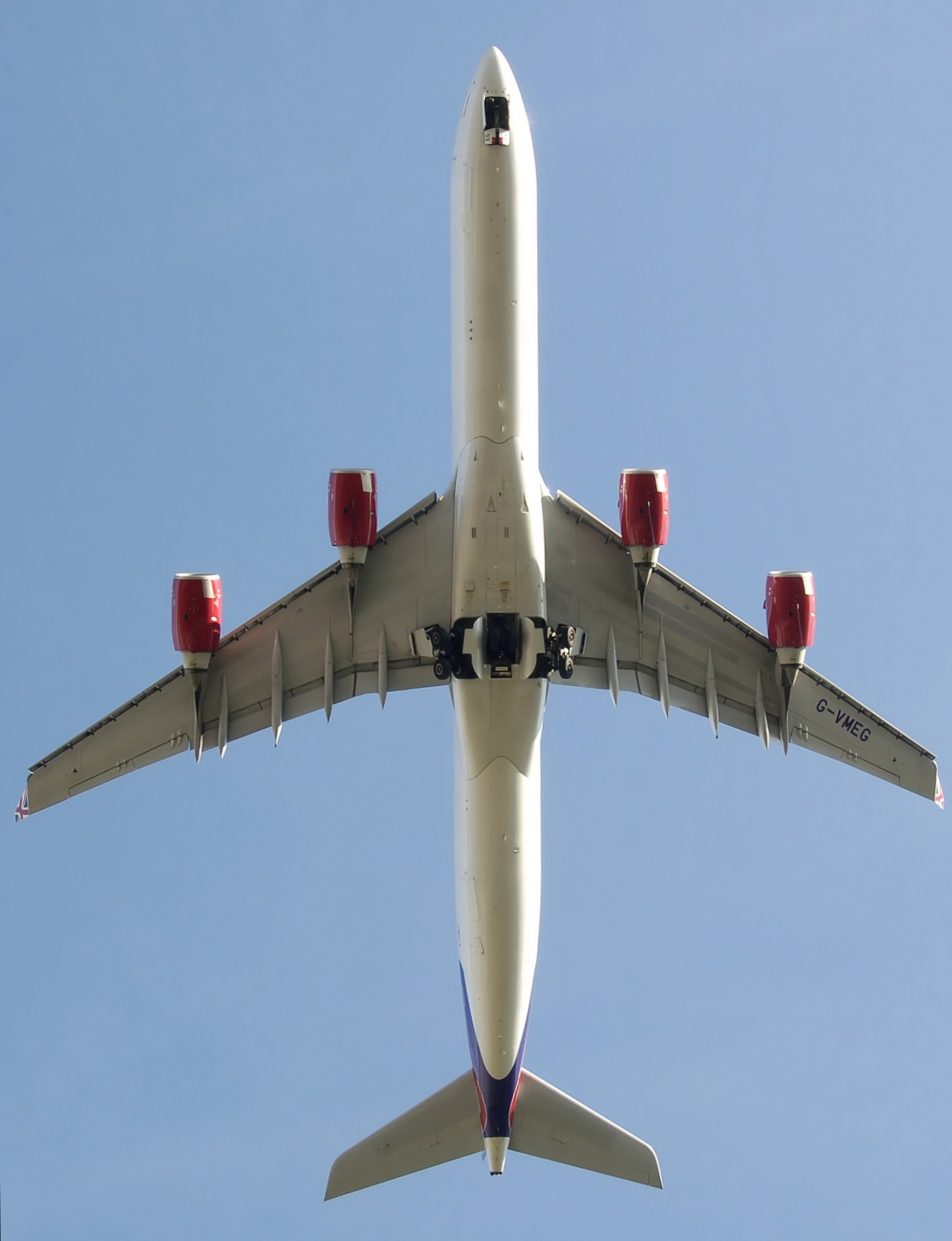
空中巴士A340的機翼

后掠翼是機翼設計的一種型態，特指機翼沿著翼展方向的軸線與機身具有一個向後的角度，即掠角为锐角。机翼的后掠程度由后掠角大小来进行表示。 后掠翼是平直机翼发展而来的，適用於較高的飛行速度，气动特点为可增大机翼的临界速度，并减小超音速飞行时的阻力。
後掠翼的理論最初由德國人在1930年代提出，第二次世界大戰期間，使用後掠翼設計的飛機開始出現，包括德國的Me 262戰鬥機和Me 163戰鬥機。但是Me 262使用後掠翼的原意並非針對高速飛行下的控制。
第二次世界大戰之後，隨著飛行速度的提高，後掠翼和其他適合高速飛行的機翼同時受到廣泛的注意，但是隨著使用經驗的累積，後掠翼逐漸成為1950到1960年代很常見的設計之一。
後掠翼不僅使用於軍用飛機，巡航速度在亞音速範圍的民航機也大量採用這種設計，以取得速度與航程之間的最佳效益。